# La Gloire (schip, 1860)

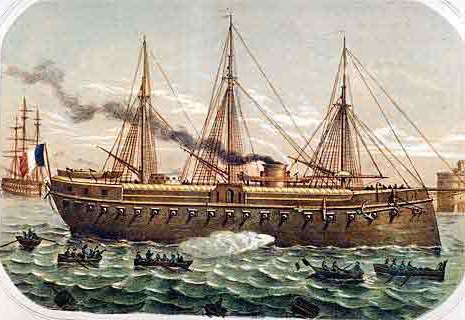
La Gloire

De La Gloire was het eerste zeegaande oorlogsschip waarvan de romp met ijzer is bekleed. De romp was van hout en daaroverheen zijn ijzeren platen geplaatst om weerstand te bieden tegen nieuwe en krachtiger kanonnen.

## Inleiding
Tijdens de Krimoorlog (1853-1856) had de Franse marine drijvende batterijen van de Dévastation-klasse ingezet. Drie zwaar gepantserde schepen met een lengte van 55 meter, maar niet echt zeewaardig, bracht tijdens het slag bij Kinburn in vier uur de Russische forten tot zwijgen. Ze werden regelmatig getroffen door Russische kanonnen maar leden nauwelijk schade waarmee de waarde van het pantser was bewezen.

## Beschrijving
In 1858 was La Gloire op stapel gezet als linieschip met 90 stukken, maar tijdens de bouw werden de plannen herzien. Nieuwe kanonnen met een getrokken loop schoten granaten waartegen een houten romp niet bestand was.
De Franse ingenieur Henri Dupuy de Lôme was verantwoordelijk voor het ontwerp. Door 12 centimeter dikke ijzeren platen aan de houten romp te bevestigen nam het gewicht toe, wat ten koste ging van de bewapening. De pantserplaten liepen van de waterlijn tot het enkele geschutdek waar de kanonnen waren opgesteld. Na 1868 werd de bewapening aangepast en kreeg La Gloire kanonnen van het nieuwe achterladertype met getrokken loop. De twee lichtere kanonnen waren draaibaar opgesteld op de boeg en het achterdek.
Het schip kreeg naast de zeilen ook een stoommachine met een vermogen van circa 2500 pk. Deze dreef een schroef aan en gaf het schip een maximale snelheid van 13 knopen. Het schip had voldoende steenkool aan boord om 4000 zeemijl af te leggen.

## Zusterschepen
Er kwamen nog twee andere schepen van de Gloireklasse: de Invincible en de Normandie.

## Trivia
HMS Warrior was het Britse antwoord op La Gloire. Het was het eerste pantserschip van de Royal Navy met een volledig ijzeren romp. Het kwam in 1861 in de vaart.